# Devětsil

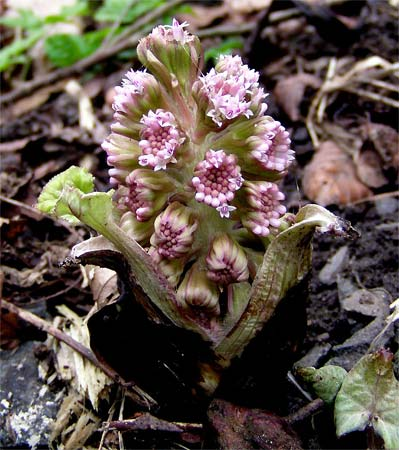
Devětsil es el nombre checo de la petasite y significa «Nueve fuerzas».

Devětsil fue una asociación checa de vanguardia fundada en Praga en 1920.  Desde 1923 existió un activo grupo en Brno.
El significado del nombre hace referencia a las primeras flores de los petasites que aparecen justo antes de la primavera, metáfora de la intención innovadora del movimiento.
Sus miembros fundadores fueron Karel Teige, el futuro premio Nobel de Literatura Jaroslav Seifert, Vladislav Vančura y Adolf Hoffmeister. El punto de partida de sus componentes fue variado: el arte proletario, el realismo mágico y el poetismo y un programa artístico formulado por Jaroslav Seifert.
Con la intención de equipararse a otros movimientos europeos, desde la agrupación se fundaron revistas como Stavba, Zivot II y ReD (Revue Devětsil), en la que se recogían las últimas creaciones pertenecientes al surrealismo y constructivismo. En 1923 se extendió hasta la ciudad de Brno y cuando en 1924 se organizaron una serie de conferencias sobre la nueva arquitectura en Praga y Brno, buscaron contar con los más importantes pensadores de la disciplina de la arquitectura de aquel tiempo, invitando a algunos de los mejores oradores como Walter Gropius, J.J.P. Oud, Le Corbusier, Amedée Ozenfant o Adolf Loos. Apoyándose en estas conferencias, el Devětsil erigiría su programa.
La mayor producción de los miembros del Devětsil se concentró en los campos de la poesía y la ilustración, y como principal ejemplo de ello apareció el poema imagen, muy popular entre 1923 y 1925, en el que la tipografía y la poesía óptica se convirtieron en una nueva forma léxica.
En 1925 el nombre fue modificado por el de Svaz moderní kultury Devětsil (Unión Devětsil de Cultura Moderna). En 1927 el movimiento cesó sus actividades en Brno y en 1930 hizo lo propio en Praga.
Su mayor producción fue la poesía y la ilustración, sin embargo, otras formas artísticas también tuvieron lugar: escultura, cine e incluso caligrafía.

## Otros miembros
- Bedřich Václavek, crítico literario